# Farväl till vapnen (film, 1932)
Farväl till vapnen (originaltitel: A Farewell to Arms) är en amerikansk romantisk dramafilm från 1932 i regi av Frank Borzage, baserad på romanen Farväl till vapnen från 1929 av Ernest Hemingway. Rollerna spelas av bland andra Helen Hayes, Gary Cooper och Adolphe Menjou.

## Medverkande
- Helen Hayes – Catherine Barkley
- Gary Cooper – Löjtnant Frederic Henry
- Adolphe Menjou – Major Rinaldi
- Mary Philips – Helen Ferguson
- Jack La Rue – Präst
- Blanche Friderici – Huvudsjuksyster
- Mary Forbes – Miss Van Campen
- Gilbert Emery – Brittisk major